# Бриедис, Алфред Андреевич
Алфред Андреевич Бриедис (латыш. Alfrēds Briedis; 1902 год, Лифляндская губерния — 5 сентября 1987 года) — председатель колхоза «Циня» Цесисского района Латвийской ССР. Герой Социалистического Труда (1966). Депутат Верховного Совета Латвийской ССР 7-го созыва.

## Биография
Получил начальное образование в школах сёл Райскумс и Мазстраупе. Трудиться начал с 15-летнего возраста. В довоенное время трудился батраком, плотником, на предприятиях Цесиса. Участвовал в подпольном революционном движении, за что подвергался преследованиям и заключению в тюрьме. В довоенное время трудился лесником, в 1940 году избирался присяжным заседателем Цесисского народного суда. Во время оккупации Латвии немецкими войсками работал в лесном хозяйстве.
С 1944 года — финансовый агент, с 1948 года руководил Райскумским сельскохозяйственным кооперативом. В 1949 году занимался организацией колхоза «Циня» (позднее — «Узвара») Цесисского района. Был избран председателем этого же колхоза. В 1951 году вступил в КПСС. Под его руководством колхоз добился значительных успехов в экономическом и социальном развитии. Вывел колхоз в число передовых сельскохозяйственных предприятий Латвийской ССР. За выдающиеся трудовые результаты и социальные показатели в руководимом его колхозе был награждён в 1958 году Орденом Ленина.
Указом Президиума Верховного Совета СССР от 22 марта 1966 года удостоен звания Героя Социалистического Труда «за достигнутые успехи, достигнутые в развитии животноводства, увеличении производства и заготовок мяса, молока, яиц, шерсти и другой продукции» с вручением ордена Ленина и золотой медали Серп и Молот.
Избирался депутатом Верховного Совета Латвийской ССР 7-го созыва от Цесисского избирательного округа № 158 (1967—1971), депутатом Цесисского районного Совета народных депутатов, членом бюро Цесисского райкома Компартии Латвии, делегатом республиканского и в 1969 году — III Всесоюзного съездов колхозников.
В 1969 году вышел на пенсию. Умер в 1987 году.
Награды и звания
- Герой Социалистического Труда
- Орден Ленина — дважды (15.02.1958; 1966)
- Орден Октябрьской Революции (08.04.1971)
- Заслуженный работник сельского хозяйства Латвийской ССР (1965)